# Boucles Catalans
Els Boucles Catalans, és una cursa ciclista catalana d'un dia que es disputa pels voltants de Sant Esteve del Monestir al Rosselló, des de 1980. Forma part de les anomenades "Curses del Sol".

## Palmarès
| Any  | Vencedor               | Segon               | Tercer                   |
| ---- | ---------------------- | ------------------- | ------------------------ |
| 1980 | Christian Gibelin      | Christian Fluxa     | Patrick Pages            |
| 1981 | Patrick Sarniguet      | Gérard Mercadie     | Dino Bertolo             |
| 1982 | Bernard Pineau         | Michel Duffour      | Christian Chaubet        |
| 1983 | Gérard Mercadie        | Christian Chaubet   | Daniel Amardeilh         |
| 1984 | Frédéric Moreau        | Serge Polloni       | Roger Spiteri            |
| 1985 | Jean-Jacques Philipp   | Luc Fevrier         | Jean-Luc Garnier         |
| 1986 | Thierry Casas          | Eric Chanton        | Gilles Sandersl          |
| 1987 | Jean-François Laffillé | Claude Carlin       | Eric Bonnet              |
| 1988 | Jean-François Laffillé | Jean-Paul Garde     | Philippe Duhamel         |
| 1989 | Denis Leproux          | Laurent Pillon      | Loïc Le Flohic           |
| 1990 | Jean-Louis Harel       | Francisque Teyssier | Patrick Vallet           |
| 1991 | Jean-François Laffillé | Michel Lafis        | Thierry Dupuy            |
| 1992 | Bruno Thibout          | Laurent Roux        | Lars Michaelsen          |
| 1993 | Raphaël Martinez       | Régis Simon         | Jean-François Laffillé   |
| 1994 | Jean-François Laffillé | David Orcel         | Gilles Maignan           |
| 1995 | José Lamy              | Pascal Giguet       | Jérôme Gannat            |
| 1996 | Jérôme Laveur-Pedoux   | Frédéric Delalande  | Didier Sanlaville        |
| 1997 | Jérôme Bernard         | Mickaël Boulet      | Jérôme Laveur-Pedoux     |
| 1998 | Frédéric Finot         | Andy Flickinger     | Pierre Painaud           |
| 1999 | Jean Charles Martin    | Régis Balandraud    | Josep Guillem            |
| 2000 | Sébastian Guérard      | Éric Leblacher      | Jérémie Dérangère        |
| 2001 | Jérôme Gannat          | Carlo Meneghetti    | John Nilsson             |
| 2002 | John Nilsson           | Philippe Gilbert    | Jérôme Riglet            |
| 2003 | Samuel Rouyer          | Yann Pivois         | Manuele Spadi            |
| 2004 | Samuel Rouyer          | Alexandre Cabrera   | Jérémie Dérangère        |
| 2005 | Rémi Pauriol           | Loïc Herbreteau     | Jonathan Tiernan-Locke   |
| 2006 | Loïc Herbreteau        | Thomas Boutellier   | Thomas Lebas             |
| 2007 | Alexandre Blain        | Sébastien Turgot    | Thomas Boutellier        |
| 2008 | Evaldas Šiškevičius    | Fabien Fraissignes  | Matthieu Simon           |
| 2009 | Jérôme Cousin          | Mathieu Delarozière | Thomas Bouteille         |
| 2010 | Ramūnas Navardauskas   | Jérôme Cousin       | Pim Ligthart             |
| 2011 | Arnaud Démare          | Joel Pearson        | Julien Gonnet            |
| 2012 | Romain Guillemois      | Bryan Coquard       | Pierre-Henri Lecuisinier |
| 2013 | Thomas Bouteille       | Guillaume Thévenot  | Thomas Girard            |
| 2014 | Lorenzo Manzin         | Loïc Chetout        | Quentin Pacher           |